# سندرم امتناع گسترده
سندرم امتناع فراگیر (PRS)، که به عنوان سندرم ترک تحریک فراگیر (PAWS) هم شناخته می‌شود، یک اختلال روانی کودکان است. PRS در سیستم‌های استاندارد طبقه‌بندی روانپزشکی گنجانده نشده‌است. یعنی PRS یک اختلال روانی شناخته شده در سازمان جهانی بهداشت در حال حاضر (ICD-10) و آینده (ICD-11) طبقه‌بندی بین‌المللی بیماریها و کتابچه راهنمای تشخیصی و آماری فعلی اختلالات روانی (DSM-5) نیست.

## علائم و نشانه‌های ادعایی
به گفته برخی از نویسندگان، علائم PRS دارای ویژگی‌های مشترک با سایر اختلالات روانپزشکی است، اما (طبق گفته این نویسندگان)، طرح‌های طبقه‌بندی روانپزشکی فعلی، مانند کتابچه راهنمای تشخیصی و آماری اختلالات روانی، نمی‌توانند دامنه کامل علائم دیده شده در PRS را داشته باشند. علائم ادعایی شامل امتناع جزئی یا کامل از غذا خوردن، حرکت، صحبت یا مراقبت از خود است. مقاومت فعال و عصبانی در برابر اقدامات کمک و پشتیبانی. کناره‌گیری اجتماعی؛ و امتناع از مدرسه.

## علل فرضیه ای
ضربه ممکن است یک عامل علیت باشد زیرا PRS بارها در پناهندگان و شاهدان خشونت دیده می‌شود. عفونت‌های ویروسی ممکن است یک عامل خطر برای PRS باشد.

## سازوکار
برخی از نویسندگان فرض می‌کنند که درماندگی آموخته شده یکی از مکانیسم‌های موجود در PRS است. تعدادی از موارد در زمینه اختلالات خوردن گزارش شده‌است.

## اپیدمیولوژی فرضی
مطالعات اپیدمیولوژیک وجود ندارد. گزارش شده‌است که سندرم امتناع فراگیر در دختران بیشتر از پسران است. تصور می‌شود که میانگین سن شروع آن ۱۵–۱۵ سال باشد.